# Федоринський Алім Володимирович
Федоринський Алім Володимирович — український актор і кінорежисер.

## Біографія
Народився 14 лютого 1941 р. у с. Кирнасівка Вінницької обл. в родині службовця. 
Закінчив Тульчинський культурно-освітний технікум (1957) та акторський факультет Київського державного інституту театрального мистецтва ім. І. Карпенка-Карого (1965).
З 1965 р. — актор Київської кіностудії ім. О. П. Довженка.
Співрежисер художніх фільмів «Трійка» (1985) та «Чехарда» (1987).
Багато працює в галузі дублювання.
Член Національної спілки кінематографістів України.

## Фільмографія

### Акторські роботи
Знявся у фільмах:
- «На Київському напрямку» (1967, Соколов),
- «Весільні дзвони» (1967, Вагін),
- «В нельотну погоду» (Володя),
- «Секретар парткому» (1970, Грач),
- «Хліб і сіль» (1970, Роман),
- «Відвага» (1971, Танцер),
- «Юлька» (1972, Віктор),
- «Сонячний рейс» (Сашко),
- «Будні карного розшуку» (Лапченко),
- «Не мине і року...» (1973, Олексій),
- «Як гартувалася сталь» (1973)
- «У бій ідуть лише „старі“» (1973, Аляб'єв),
- «Таємниця партизанської землянки» (1974, Андрон)

- «Хвилі Чорного моря» (1975)
- «Реквієм для свідка» (2008)

В епізодах фільмів:
- «Гадюка» (1965)
- «Всюди є небо» (1966)
- «Втікач з «Янтарного»» (1968),
- «Поштовий роман» (1969)

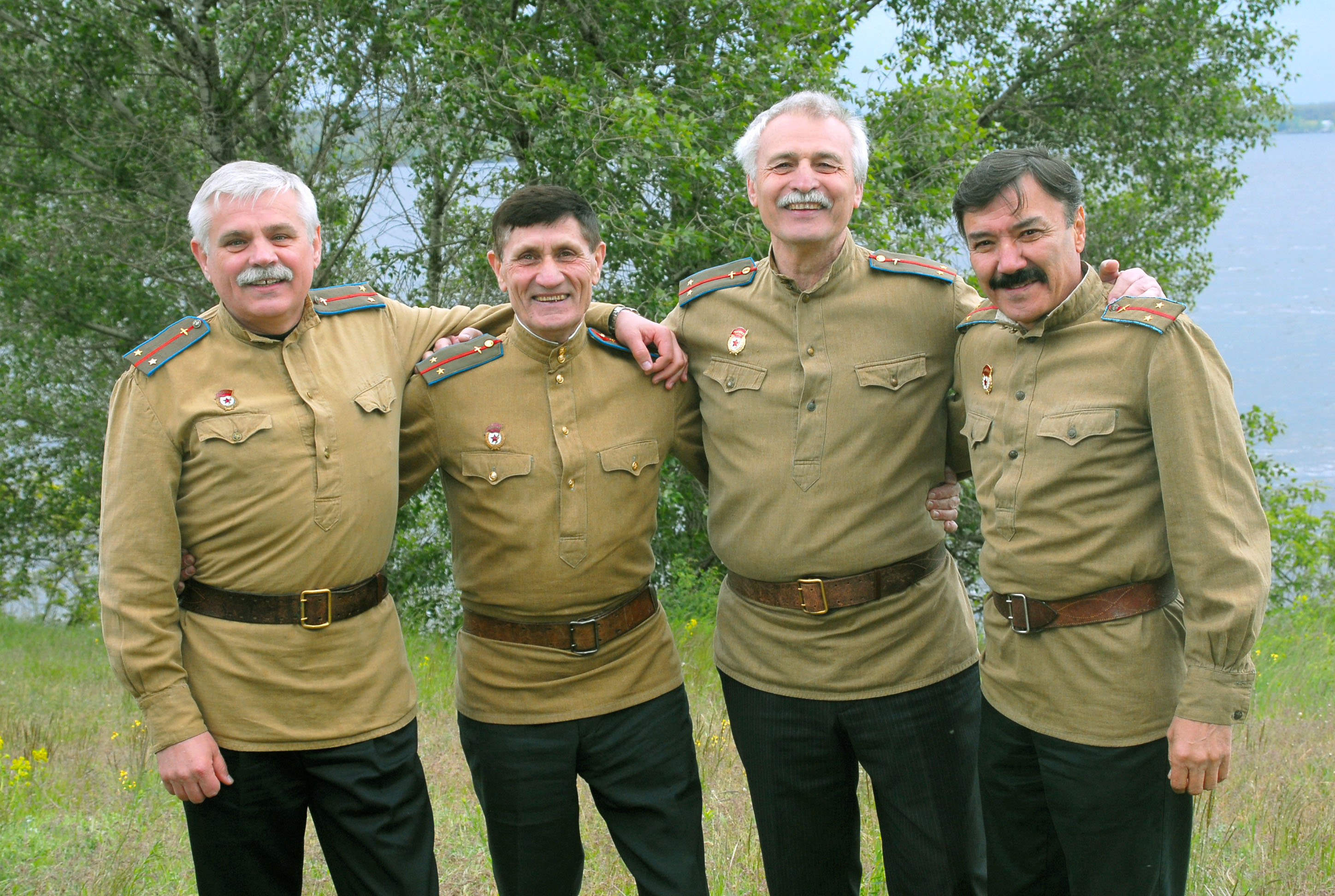
Актори фільму «У бій ідуть лише „старі“» 35 років потому (2008 р.). Немченко О.Д., Федоринський А.В., Пащенко В.І. та Сагдуллаєв Р.А.

- «Ати-бати, йшли солдати...» (1976)
- «Овід» (1980)
- «Останній гейм» (1981)
- «Таємниці святого Юра» (1982)
- «Наближення до майбутнього»
- «Чехарда» (1987) та ін.

### Режисер-постановник
- «Трійка» (1985, у співавт. з В. Крайнєвим)
- «Чехарда» (1987, у співавт. з В. Крайнєвим)